# Pseudopristilophus alineae
Pseudopristilophus alineae – gatunek chrząszcza z rodziny sprężykowatych i podrodziny Prosterninae.

## Taksonomia
Gatunek opisany został w 2005 przez Huberta Pigueta, francuskiego entomologa.

## Występowanie
Gatunek ten jest endemitem Madagaskaru.